# Šárka Víchová
Šárka Víchová, née le 11 novembre 1969, est une coureuse cycliste tchèque qui pratique le cyclisme sur route. Championne de République tchèque en course en ligne (1995).

## Palmarès sur route
- 1992
  - 2e étape du Tour de Feminin - O cenu Ceskeho Svycarska
  - 3e du championnat de République tchèque du contre-la-montre
  - 3e du Tour de Feminin - O cenu Ceskeho Svycarska
- 1993
  -  Championne de République tchèque du contre-la-montre
  - 1re étape du Tour de Feminin - O cenu Ceskeho Svycarska
  - 1re étape de Velka Cena Usti Nad Labem
  - 2e du championnat de République tchèque sur route
- 1994
  - 3e du championnat de République tchèque du contre-la-montre
- 1995
  -  Championne de République tchèque sur route
  -  Championne de République tchèque du contre-la-montre
- 1996
  - 2e du championnat de République tchèque sur route
- 1997
  - 2e du championnat de République tchèque sur route
  - 2e de Interreg Drie Landen Ronde

### Grands tours

#### Tour d'Italie
5 participations
- 1990 : 70e
- 1995 : 30e
- 1996 : 52e
- 1998 : 41e
- 1999 : 49e

#### Tour cycliste féminin
- 1992 : 43e